# Liste der Baudenkmale in Goslar - Kötherstraße
In der Liste der Baudenkmale in Goslar - Kötherstraße sind alle Baudenkmale in der Kötherstraße der niedersächsischen Gemeinde Goslar aufgelistet. Die Quelle der Baudenkmale ist der Denkmalatlas Niedersachsen. Der Stand der Liste ist der 25. September 2022.

## Allgemein
In den Spalten befinden sich folgende Informationen:
- Lage: die Adresse des Baudenkmales und die geographischen Koordinaten. Kartenansicht, um Koordinaten zu setzen. In der Kartenansicht sind Baudenkmale ohne Koordinaten mit einem roten Marker dargestellt und können in der Karte gesetzt werden. Baudenkmale ohne Bild sind mit einem blauen Marker gekennzeichnet, Baudenkmale mit Bild mit einem grünen Marker.
- Bezeichnung: Bezeichnung des Baudenkmales
- Beschreibung: die Beschreibung des Baudenkmales. Unter § 3 Abs. 2 NDSchG werden Einzeldenkmale und unter § 3 Abs. 3 NDSchG Gruppen baulicher Anlagen und deren Bestandteile ausgewiesen.
- ID: die Objekt-ID des Baudenkmales
- Bild: ein Bild des Baudenkmales, ggf. zusätzlich mit einem Link zu weiteren Fotos des Baudenkmals im Medienarchiv Wikimedia Commons. Wenn man auf das Kamerasymbol klickt, können Fotos zu Baudenkmalen aus dieser Liste hochgeladen werden:

Zurück zur Hauptliste
| Lage                                             | Bezeichnung  | Beschreibung | ID       | Bild           |
| ------------------------------------------------ | ------------ | ------------ | -------- | -------------- |
| Kötherstraße 51° 54′ 13″ N, 10° 25′ 58″ O        | Straßenraum  |              | 36592168 | Weitere Bilder |
| Kötherstraße 1 51° 54′ 15″ N, 10° 25′ 56″ O      | Wohnhaus     |              | 36532911 | Weitere Bilder |
| Kötherstraße 1 51° 54′ 15″ N, 10° 25′ 55″ O      | Anbau        |              | 36558327 | BW             |
| Kötherstraße 2 51° 54′ 15″ N, 10° 25′ 56″ O      | Wohnhaus     |              | 36532947 | Weitere Bilder |
| Kötherstraße 3 51° 54′ 15″ N, 10° 25′ 56″ O      | Wohnhaus     |              | 36532974 | Weitere Bilder |
| Kötherstraße 4 / 4a 51° 54′ 15″ N, 10° 25′ 56″ O | Wohnhaus     |              | 36533010 |                |
| Kötherstraße 5 51° 54′ 14″ N, 10° 25′ 57″ O      | Wohnhaus     |              | 36533067 | Weitere Bilder |
| Kötherstraße 5 51° 54′ 14″ N, 10° 25′ 57″ O      | Vorgarten    |              | 36564454 | Weitere Bilder |
| Kötherstraße 6 51° 54′ 14″ N, 10° 25′ 57″ O      | Wohnhaus     |              | 36533099 | Weitere Bilder |
| Kötherstraße 6 51° 54′ 14″ N, 10° 25′ 57″ O      | Vorgarten    |              | 36598964 | Weitere Bilder |
| Kötherstraße 7 51° 54′ 14″ N, 10° 25′ 57″ O      | Wohnhaus     |              | 36533128 | Weitere Bilder |
| Kötherstraße 7 51° 54′ 14″ N, 10° 25′ 57″ O      | Vorgarten    |              | 36598990 | Weitere Bilder |
| Kötherstraße 8 51° 54′ 13″ N, 10° 25′ 57″ O      | Wohnhaus     |              | 36598327 | Weitere Bilder |
| Kötherstraße 8 51° 54′ 13″ N, 10° 25′ 58″ O      | Vorgarten    |              | 36599015 | Weitere Bilder |
| Kötherstraße 9 51° 54′ 13″ N, 10° 25′ 58″ O      | Wohnhaus     |              | 36598356 | Weitere Bilder |
| Kötherstraße 9 51° 54′ 13″ N, 10° 25′ 58″ O      | Vorgarten    |              | 36599065 | Weitere Bilder |
| Kötherstraße 12 51° 54′ 14″ N, 10° 25′ 58″ O     | Wohnhaus     |              | 36533157 |                |
| Kötherstraße 12 51° 54′ 14″ N, 10° 25′ 58″ O     | Nebengebäude |              | 36571265 |                |
| Kötherstraße 13 51° 54′ 14″ N, 10° 25′ 58″ O     | Wohnhaus     |              | 36533185 |                |
| Kötherstraße 13 51° 54′ 14″ N, 10° 25′ 58″ O     | Nebengebäude |              | 36575344 | BW             |
| Kötherstraße 14 51° 54′ 14″ N, 10° 25′ 57″ O     | Wohnhaus     |              | 36533214 | Weitere Bilder |
| Kötherstraße 14 51° 54′ 15″ N, 10° 25′ 58″ O     | Nebengebäude |              | 36575319 | BW             |
| Kötherstraße 15 51° 54′ 15″ N, 10° 25′ 57″ O     | Wohnhaus     |              | 36533243 |                |
| Kötherstraße 16 51° 54′ 15″ N, 10° 25′ 57″ O     | Wohnhaus     |              | 36533271 |                |
| Kötherstraße 16 51° 54′ 16″ N, 10° 25′ 57″ O     | Nebengebäude |              | 40177752 | BW             |
| Kötherstraße 18 51° 54′ 16″ N, 10° 25′ 56″ O     | Wohnhaus     |              | 36533299 |                |
| Kötherstraße 19 51° 54′ 16″ N, 10° 25′ 56″ O     | Wohnhaus     |              | 36533330 |                |
| Kötherstraße 20 51° 54′ 16″ N, 10° 25′ 56″ O     | Wohnhaus     |              | 36533361 |                |
| Kötherstraße 20 51° 54′ 16″ N, 10° 25′ 56″ O     | Anbau        |              | 36556633 | BW             |